# Isla Guadalupe (Baja California)
Isla Guadalupe o Puerto Guadalupe, es una localidad mexicana del municipio de Ensenada, Baja California. Se ubica en la isla del mismo nombre, a una altitud de 0 m s. n. m.
En 2005, el INEGI registró una población de 13 habitantes en esta localidad, en su mayoría pescadores.